# زیردریایی آی-۱۵۹

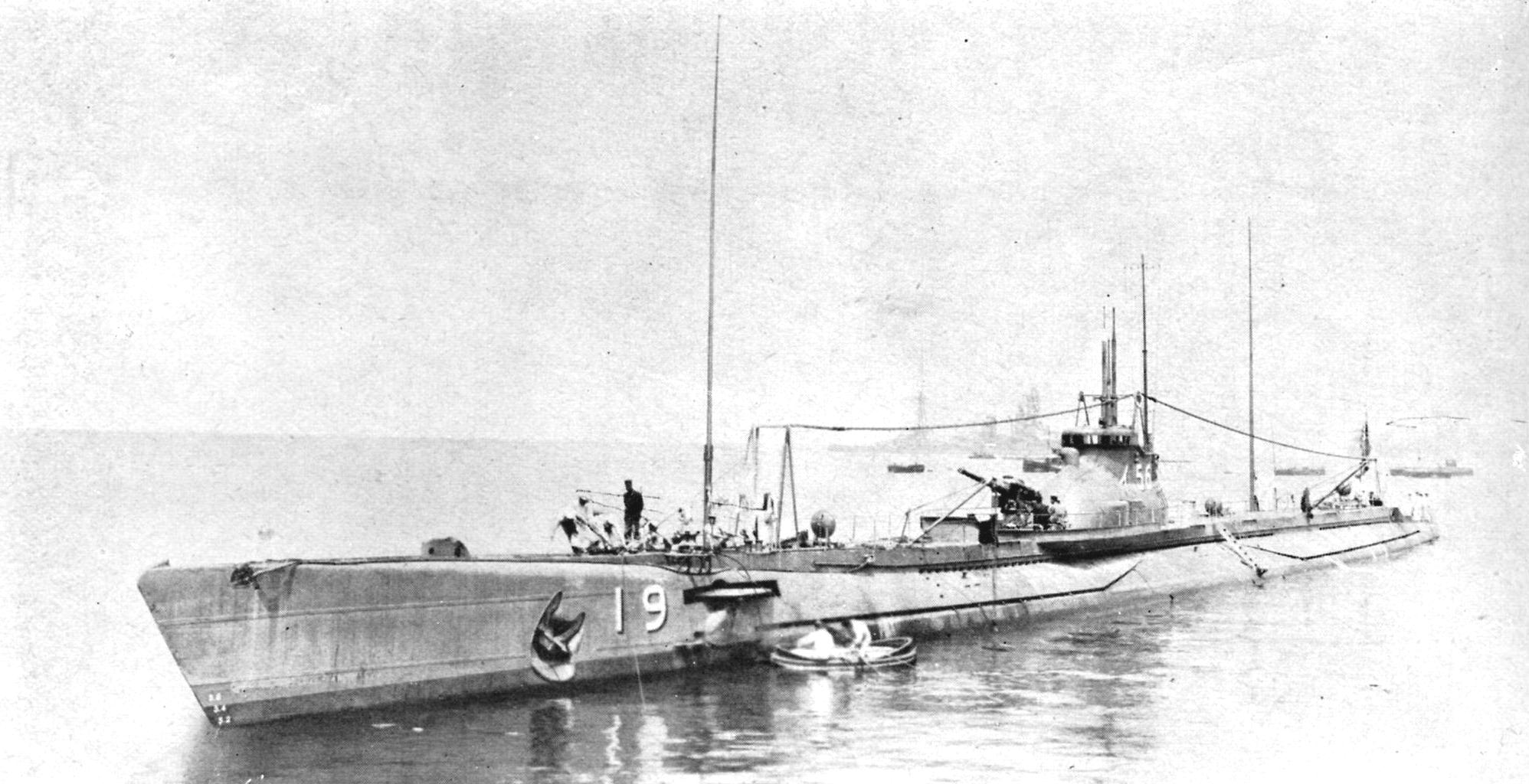
آی۵۶(۱۵۹)

زیردریایی آی-۱۵۹ (به انگلیسی: Japanese submarine I-159) یک زیردریایی بود که طول آن ۳۳۱٫۴ فوت (۱۰۱٫۰ متر) بود. این زیردریایی در سال ۱۹۲۹ ساخته شد.